# 台北市立民権国民中学
台北市立民権国民中学（みんけん/ミンチュェンこくみんちゅうがく、ピンイン：Mínquán、注音: ㄇㄧㄣˊ ㄑㄩㄢˊ、Taipei Municipal Min Quan Junior High School）は、台湾台北市にある国民中学。

## 沿革
- 1968年 開校
- 1979年3月 国中補習を成立

## 組織
- 7年級：7クラス
- 8年級：8クラス
- 9年級：9クラス

## 歴代校長
1. 陳水穆:1968年
2. 林明哲:1977年
3. 趙慧芳:1981年
4. 陳美枝:1986年
5. 曾正吉:1992年
6. 楊振隆:1996年
7. 許益財:2004年
8. 陳春梅:2009年

## 校歌
時代的巨輪 推進不停 民権国中応運生
倚橋畔臨河浜 源遠流長淡水縈
述聖学開太平 継承道統集大成
励我民権 助我民権 行健不息須自強
励我民権 祝我民権 親愛精神与日長